# Edward Short, Baron Glenamara
Edward „Ted“ Watson Short, Baron Glenamara, CH, PC (* 17. Dezember 1912 in Newcastle upon Tyne; † 4. Mai 2012) war ein britischer Politiker (Labour Party) und Life Peer.

## Leben und Karriere
Short wurde am 17. Dezember 1912 in Newcastle upon Tyne als Sohn von Charles und Mary Short geboren. Er besuchte das College of the Venerable Bede.
Im Zweiten Weltkrieg diente er als Captain der Durham Light Infantry (DLI). Nach dem Krieg war er als Lehrer tätig. Er wurde 1947 Leiter der Princess Louise County Secondary School in Blyth. Short wurde 1948 zum Stadtrat (Councillor) beim Newcastle City Council gewählt, wo er die Labour-Fraktion leitete.

### Mitgliedschaft im House of Commons
Short wurde bei der Unterhauswahl 1951 für den Wahlkreis Newcastle upon Tyne Central erstmals ins House of Commons gewählt und gehörte ihm bis 1976 an. Von 1955 bis 1962 war er Whip der Opposition, von 1962 bis 1964 stellvertretender Leitender Whip der Opposition (Deputy Chief Opposition Whip). Von 1964 bis 1966 war Short Leitender Whip der Regierung (Government Chief Whip) und Parlamentarischer Schatzkanzler (Parliamentary Secretary to the Treasury). Den Posten des Postmaster General bekleidete er von 1966 bis 1968. 1967 wurde er unter Fans von Piratensendern bekannt, da er in diesem Amt für den Bereich Rundfunk zuständig war, als der Marine etc. Broadcasting and Offences Act beschlossen wurde. Dieser war unter anderem gegen Piratensender gerichtet. Short gab 1982 in einem Interview bei The Story of Pop Radio von BBC Radio zu, es genossen zu haben, einige dieser Sender zu hören, insbesondere Radio 390.
In seiner Zeit als Postmaster General baute er bei BBC Radio lokale Rundfunkstationen (BBC Local Radio) in verschiedenen Regionen Englands auf. Short war bei einem Besuch in Kanada erstmals mit dem System lokaler Rundfunksender in Berührung gekommen. Seine Idee war es, ein System unabhängiger lokaler Rundfunksender aufzubauen, die vorrangig regionale Informationen anbieten sollten. Die Lokalsender sollten von einheimischen Mitarbeitern geleitet werden, eigene regionale Rundfunkräte haben und selbst für die Finanzierung verantwortlich sein; die Rundfunkräte waren jedoch häufig ausschließlich das Sprachrohr der Zuhörer.
Von 1968 bis 1970 war Short Bildungsminister (Secretary of State Education and Science), bevor er bis 1972 als Oppositionssprecher für den Bereich Bildung (Opposition Spokesman for Education) tätig war. Von 1974 bis 1976 war er Lord President of the Council und Leader of the House of Commons. Zum President of the Council war er ernannt worden, obwohl er nicht Stellvertretender Premierminister (Deputy Prime Minister) war.
Nach der Wahl von James Callaghan zum Premierminister wurde ihm keine Position im Kabinett angeboten. In seinem Rücktrittsgesuch äußerte sich Short dahingehend, dass für ihn die Zeit gekommen sei, einem Jüngeren Platz zu machen. Dies war eine sarkastische Anspielung darauf, dass er durch Michael Foot ersetzt wurde, der lediglich sieben Monate jünger war als er selbst.
Im April 1972 wurde er Stellvertretender Parteivorsitzender (Deputy Leader Labour Party), nachdem Roy Jenkins wegen Differenzen in der Europapolitik zurückgetreten war. Short siegte gegen die Kandidaten Michael Foot und Anthony Crosland. Er blieb bis 1976 im Amt. Er weigerte sich, von diesem Amt zurückzutreten, bis er zum Life Peer ernannt wurde.
Nach ihm wurde der Begriff Short Money benannt. Er beschreibt Gelder, die von der Regierung bezahlt werden, um das parlamentarische Büro des Oppositionsführers zu bezahlen. Short brachte diese Idee während seiner Zeit im Unterhaus ein.

### Mitgliedschaft im House of Lords
Short wurde am 28. Januar 1977 zum Life Peer als Baron Glenamara, of Glenridding in the County of Cumbria, ernannt. Am 16. März 1977 hielt er seine Antrittsrede im House of Lords.
Von 1985 bis 2000 war er im House of Lords Mitglied des Ausschusses für Parlamentarische Privilegien (Committee for Privileges and Conduct). Er gehörte außerdem seit 1997 dem Ecclesiastical Committee, dem aus Mitgliedern des House of Lords und des House of Commons bestehenden gemeinsamen Ausschuss in Kirchenfragen, an.
Er ist Mitglied der Labour Friends of Israel.
Als es 1999 zu einer Debatte um eine mögliche Schließung der Summerhill-Schule kam, sprach er sich dagegen aus.
Seit 2011 war er das zweitälteste lebende ehemalige Mitglied des House of Commons, nach James Allason, sowie, seit dem Tod von Philip Allen, Baron Allen of Abbeydale am 27. November 2007, das älteste lebende Mitglied des House of Lords.
Nachdem er in den späten 1990er Jahren zunächst noch regelmäßig an Sitzungstagen anwesend war, ließ seine Anwesenheit bald nach und er war zum letzten Mal in der Sitzungsperiode 2001/2002 an einem Tag anwesend.
Zuletzt meldete er sich am 30. Juni 1999 zu Wort.

## Weitere Ämter und Ehrungen
1964 wurde er zum Mitglied des Privy Council ernannt, 1976 wurde er Companion of Honour. Von 1976 bis 1980 war er Vorsitzender (Chairman) von Cable Wireless Ltd. Short war von 1992 bis 2005 Kanzler (Chancellor) der Northumbria University.
2001 wurde er Freeman der Stadt Newcastle upon Tyne. Er ist Präsident des Finchale College for the Disabled in Durham. Bei der Newcastle Abbeyfield Society ist er Vizepräsident (Vice President).
Short wurden mehrere Ehrendoktortitel verliehen. Er ist Träger des Ehrendoktortitels Doctor of Civil Law (Hon DCL) der University of Durham und der University of Newcastle upon Tyne. Die Open University ehrte ihn mit dem Titel eines Ehrendoktors der Universität (Hon DUniv). Das Council for National Academic Awards (CNAA) ehrte ihn mit der Ehrendoktorwürde eines Doctor of Letters (DLitt).
Für das Buch Blyth Memories  über die Geschichte der Stadt Blyth, dass 2010 veröffentlicht wurde, wurde er vom Autor Jim Harland interviewt.

## Familie
Short heiratete 1941 Jennie Sewell. Sie starb im September 2008 im Alter von 95 Jahren. Aus der Ehe gingen eine Tochter und ein Sohn hervor.

## Veröffentlichungen
- The Story of the Durham Light Infantry, 1944
- The Infantry Instructor, 1946
- Education in a Changing World, Pitman, 1971, ISBN 978-0-273-36117-6
- Birth to Five, Pitman, 1974, ISBN 978-0-273-31865-1
- I Knew My Place, Macdonald, 1983, ISBN 978-0-356-05993-8
- Whip to Wilson, Macdonald, 1989, ISBN 978-0-356-17615-4